# Petaling Jaya City FC
Petaling Jaya City Football Club, oder einfach PJ City, ist ein professioneller malaysischer Fußballverein mit Sitz in Petaling Jaya, im Bundesstaat Selangor. Bis 2022 spielte der Verein in der ersten Liga, der Malaysia Super League. Im November 2022 zog sich die Mannschaft aus dem Spielbetrieb zurück.

## Geschichte
Der 2004 als MIFA (Malaysian Indian Football Association) gegründete Verein tritt derzeit in der Malaysia Super League an. Der Club gehört der Salim Group. Der Club wurde gegründet, um Petaling Jaya zu vertreten. 2014 wurde der Club in MISC-MIFA  umbenannt. Im Jahr 2016 hat der Verein den FAM-League-Titel in Malaysia gewonnen und stieg somit in die zweite Liga des malaysischen Fußballs, die Malaysia Premier League, auf. Nach einem dritten Platz 2018 in der Premier League stieg der Verein in die Malaysia Super League auf. Am 16. Januar 2019 benannte der Verein sich in Petaling Jaya City Football Club um.

## Erfolge
- Malaysia FAM League: Sieger

## Stadion
Seine Heimspiele trägt der Verein im Petaling Jaya Stadium in Petaling Jaya aus. Das Stadion hat eine Kapazität von 25.000 Plätzen. Eigentümer und Betreiber des Stadions ist die Petaling Jaya City Council.

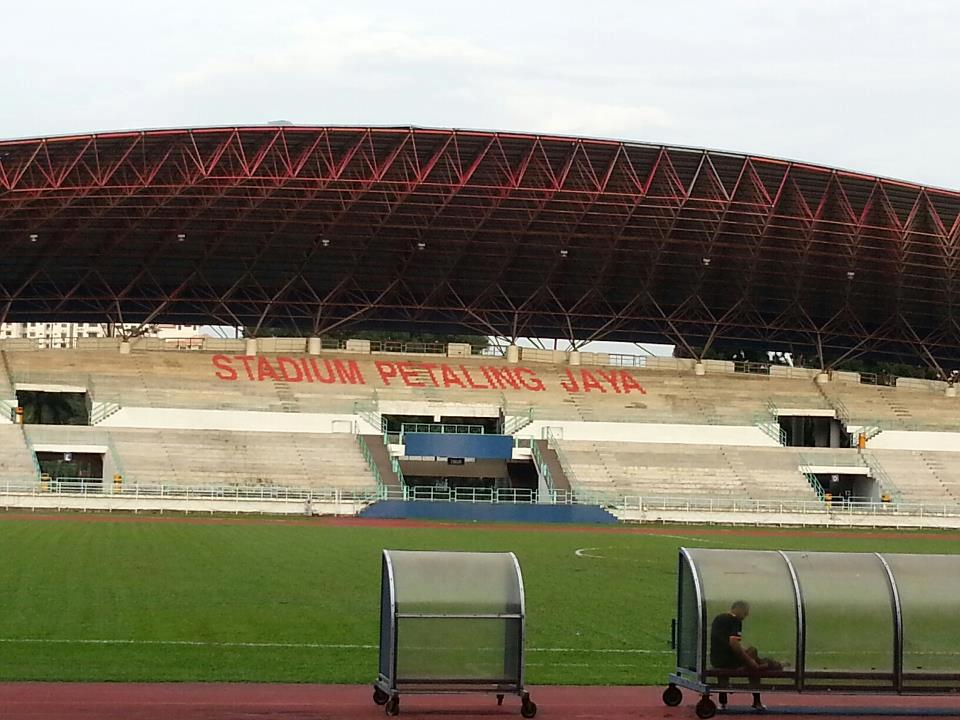
Petaling Jaya Stadium

## Trainer seit 2014
Stand: Mai 2021
| Name             | Zeit bei Petaling Jaya City FC | Zeit bei Petaling Jaya City FC |
| Name             | von                            | bis                            |
| ---------------- | ------------------------------ | ------------------------------ |
| K. Thaiyananthan | 2014                           |                                |
| Jacob Joseph     | 2015                           | 2017                           |
| Devan Kuppusamy  | 30. Juni 2017                  | 31. Dezember 2020              |
| P. Maniam        | 1. Februar 2021                |                                |

## Manager seit 2014
| Name              | Zeit bei Petaling Jaya City FC | Zeit bei Petaling Jaya City FC |
| Name              | von                            | bis                            |
| ----------------- | ------------------------------ | ------------------------------ |
| S. Chandrasekaran | 2014                           |                                |
| J. Dhinagaran     | 2015                           |                                |
| S. Arumugam       | 2016                           |                                |
| K. Rajendran      | 2017                           | heute                          |

## Saisonplatzierung

### Liga
| Saison | Liga                    | Liga   | Liga | Liga | Liga | Liga  | Liga   | Liga       | Liga |
| Saison | Liga                    | Spiele | S    | U    | N    | Tore  | Punkte | Position   |      |
| ------ | ----------------------- | ------ | ---- | ---- | ---- | ----- | ------ | ---------- | ---- |
| 2014   | FAM League              | 22     | 6    | 5    | 11   | 28:37 | 23     | 9.         |      |
| 2015   | FAM-League-Group B      | 16     | 11   | 3    | 2    | 33:17 | 36     | 2.         |      |
| 2016   | FAM League              | 22     | 15   | 4    | 3    | 41:18 | 48     | Champion ▲ |      |
| 2017   | Malaysia Premier League | 22     | 4    | 2    | 16   | 36:51 | 16     | 10.        |      |
| 2018   | Malaysia Premier League | 20     | 9    | 5    | 6    | 36:26 | 32     | 3. ▲       |      |
| 2019   | Malaysia Super League   | 22     | 8    | 2    | 12   | 22:29 | 26     | 8.         |      |
| 2020   | Malaysia Super League   | 11     | 3    | 5    | 3    | 17:16 | 14     | 7.         |      |
| 2021   | Malaysia Super League   |        |      |      |      |       |        |            |      |

### Pokal
| Saison | Charity Cup | Malaysia Cup       | FA Cup   |
| ------ | ----------- | ------------------ | -------- |
| 2014   |             | nicht qualifiziert |          |
| 2015   |             | nicht qualifiziert | 2. Runde |
| 2016   |             | nicht qualifiziert | 1. Runde |
| 2017   |             | nicht qualifiziert | 2. Runde |
| 2018   |             | Gruppenphase       | 2. Runde |
| 2019   |             |                    |          |

## Beste Torschützen seit 2017
| Saison | Name                 | Tore |
| ------ | -------------------- | ---- |
| 2017   | Bodric Dimitri       | 12   |
| 2018   | Kpah Sherman         | 14   |
| 2019   |                      |      |
| 2020   | Kogileswaran Brandão | 4    |
| 2021   |                      |      |

## Ausrüster und Sponsoren
| Jahr          | Ausrüster | Trikotsponsor    |
| ------------- | --------- | ---------------- |
| 2014          | Kappa     | ABNXcess / NAAM  |
| 2015          | Kappa     | NAAM / Megatech  |
| 2016 bis 2017 | Umbro     | Mifa             |
| 2018          | Puma      | MAHSA University |
| 2019          | Puma      | QNet             |
| 2020          |           |                  |